# Gravity (álbum de James Brown)
Gravity é o 56º álbum de estúdio do músico americano James Brown. O álbum foi lançado em 15 de setembro de 1986 pela Scotti Bros. Records. Foi amplamente escrito e produzido pelo produtor musical por Dan Hartman e Charlie Midnight, os autores do single "Living in America", que alcançou o número 4 da Billboard Hot 100 e se encontra na trilha sonora do filme Rocky IV. Foi o primeiro álbum de Brown pela gravadora Scotti Brothers Records.
A faixa título do álbum se tornou um sucesso menor tanto na pop como na R&B chart, enquanto a balada com toques de tango, "How Do You Stop" ficou entre a top ten da parada R&B. A faixa "Turn Me Loose, I'm Dr Feelgood" foi usada como tema da série de comédia da TV australiana The Late Show (1992–93) e sempre é tocada quando um jogador do time de beisebol Philadelphia Phillies da Major League Baseball rebate um home run no Citizens Bank Park.

## Recepção
Gravity recebeu recepção morna dos críticos. Robert Christgau foi longe ao descrevê-lo como "não é um álbum de James Brown-é um álbum de Dan Hartman com James Brown nos vocais", e insistiu para que seus leitores procurassem pelos relançamentos dos primeiros trabalhos de Brown. Ron Wynn de Allmusic.com descreveu o álbum como "moderadamente interessante" mas que, em última análise, Brown estava tentando "recuperar o atraso" com as tendências contemporâneas.

## Faixas
| N.º | Título                            | Duração |  |
| 1.  | "Gravity"                         | 5:58    |  |
| 2.  | "Let's Get Personal"              | 4:29    |  |
| 3.  | "How Do You Stop"                 | 4:49    |  |
| 4.  | "Turn Me Loose, I'm Dr. Feelgood" | 3:09    |  |
| 5.  | "Living in America"               | 5:58    |  |
| 6.  | "Goliath"                         | 6:14    |  |
| 7.  | "Repeat the Beat (Faith)"         | 4:20    |  |
| 8.  | "Return to Me"                    | 4:39    |  |

### Edição de 2012 BBR Expanded Remaster
9. Living In America (12" Version)
10. Gravity (12" Version)
11. How Do You Stop (12" Version)
12. Goliath (12" Version)
13. Living In America (Single Version)
14. Gravity (Single Version)
15. Living In America (Instrumental)

## Créditos
- James Brown: Vocais, orgão solo na faixa 8
- Steve Winwood: Sintetizadores na faixa 3
- Dan Hartman: Guitarras, teclados, programação e background vocals, programação de Fairlight (listado como "Eddie Fairlight III"), todos os instrumentos exceto bateria e sopros na faixa 7 "Repeat the Beat (Faith)"
- Stevie Ray Vaughan: Guitarras na faixa 5
- T. M. Stevens: Baico (em todas as faixas exceto faixa 7), Background vocals
- Ray Marchica, Art Wood, George Recile: Bateria, percussão
- Trazi Williams: Congas
- The Uptown Horns (Arno Hecht, Bob Funk, Crispin Cioe, "Hollywood" Paul Litteral): Instrumentos de sopro
- Maceo Parker- saxofone alto
- Alison Moyet: Ad-Libs/vocal trade-offs & Background vocals
- Charlie Midnight, Gail Boggs: Background vocals
- Chris Lord-Alge - Mixagem